# Iwan Petrowitsch Pawlow

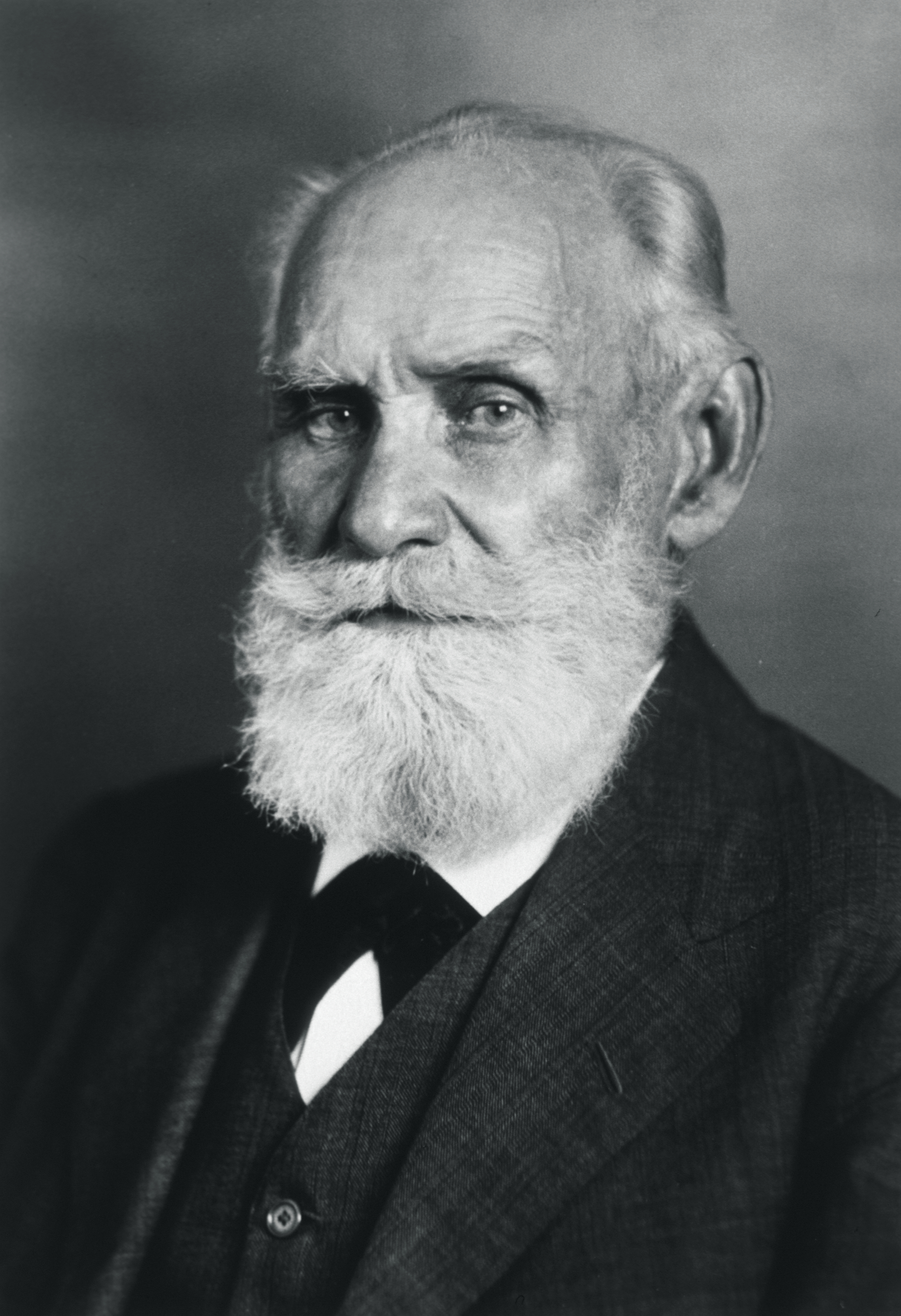
Iwan Pawlow

Iwan Petrowitsch Pawlow (russisch Иван Петрович Павлов, wissenschaftliche Transliteration Ivan Petrovič Pavlov, auch Iwan Petrowich Pawlow; * 14. Septemberjul. / 26. September 1849greg. in Rjasan; † 27. Februar 1936 in Leningrad) war ein russischer Mediziner und Physiologe. Er erhielt 1904 den Nobelpreis für Medizin für seine Arbeiten über die Verdauungsdrüsen, welche Grundlage für seine Forschung zu den konditionalen Reflexen und damit der von ihm um 1900 aufgestellten Lehre von den bedingten Reflexen wurden. Ferner erarbeitete er wichtige Grundlagen für die Verhaltensforschung und legte damit einen Grundstein für die behavioristischen Lerntheorien. Bekanntester Träger seines Namens dürfte der Pawlowsche Hund sein, an dem er die klassische Konditionierung nachwies.

## Leben

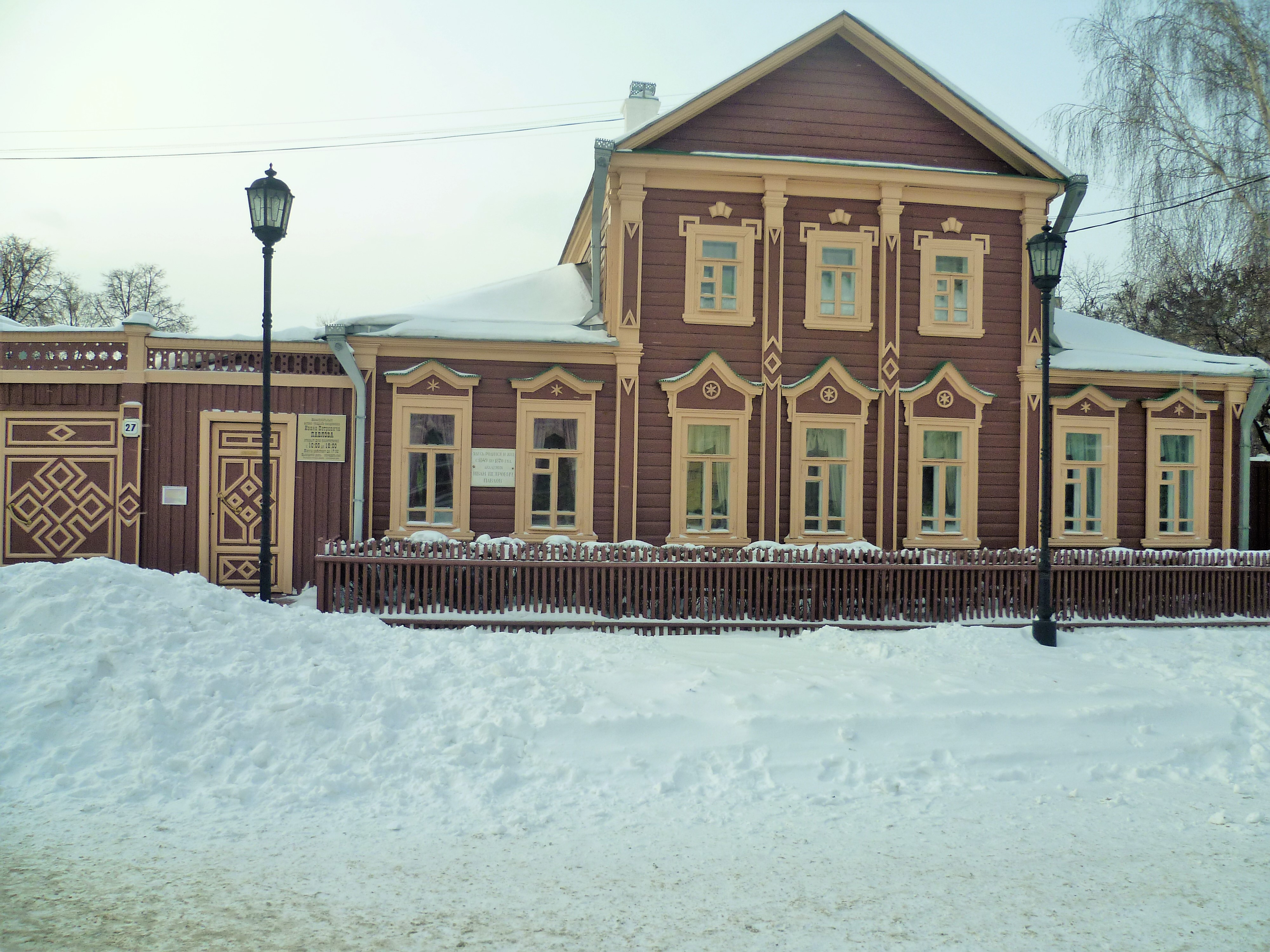
Geburts- und Wohnhaus von I. P. Pawlow, Rjasan

Pawlow verbrachte seine Kindheit, Schulzeit und die Ausbildungszeit bis hin zum Universitätsstudium in Rjasan, der südöstlich von Moskau am Wolga-Nebenfluss Oka gelegenen Hauptstadt des damaligen Gouvernements. Sein Vater wirkte an einer der mehr als zwanzig russisch-orthodoxen Kirchen der Stadt. Von 1860 bis 1864 besuchte er die geistliche Lehranstalt, in den darauffolgenden fünf Jahren das geistliche Seminar. Er schätzte an seinen damaligen Lehrern insbesondere, dass sie ihm die Möglichkeit einräumten, seinen individuellen Neigungen zu folgen.
Er war schon damals Leser der fortschrittlichen Zeitschrift Sowremennik (‚Zeitgenosse‘). Unter dem Einfluss der Literatur der 60er Jahre (Belinski, Tschernyschewski, Herzen, Dobroljubow, besonders aber Pissarew) wandte sich sein Interesse der Naturwissenschaft zu. Außerdem trugen die Lektüre von Lewes Physiology of common life sowie die Publikationen von Ludwig Büchner, Jakob Moleschott (Physiologisches Skizzenbuch, 1863 in Russisch erschienen) und Carl Vogt dazu bei. Schon als 17-Jähriger hatte Pawlow Iwan Michailowitsch Setschenows, seit 1860 a.o. Professor an der Medizinisch-Chirurgischen Akademie in Petersburg, Schrift Die Reflexe des Gehirns (1863; vorübergehend beschlagnahmt) gelesen, eine Anregung zu seinen späteren Untersuchungen der höheren Nerventätigkeit der Tiere.
Im Jahr 1870 zog Pawlow wie sein Bruder Dmitri nach St. Petersburg, um an der Universität St. Petersburg zu studieren. Zuerst hatte er sich an der juristischen Fakultät eingetragen, sattelte dann aber nach 17 Tagen auf die physikalisch-mathematische Fakultät um. Die Brüder hielten sich während ihres Studiums mit Nachhilfestunden über Wasser. Nach einem Studienjahr legte Pawlow bei Mendelejew, der 1869 das periodische System entdeckt hatte, sein erstes Examen ab. An Physiologen waren bedeutend Filipp Wassiljewitsch Owsjannikow (1827–1906), der die Existenz des Vasomotorenzentrums nachgewiesen hatte, und die Brüder Elias und I. F. von Cyon, die die Beschleunigung der Herzfrequenz durch den Sympathikus erforscht hatten. In deren Laboratorium arbeitete Pawlow ab 1873 an einem speziellen Thema. Der erste wissenschaftliche Vortrag Pawlows fand 1874 vor der Petersburger Gesellschaft der Naturforscher statt, wo er über seine Forschungsergebnisse berichtete. 1875 folgte die Promotion zum Kandidaten der Naturwissenschaften.
Im Herbst 1875 ließ sich der nun 26-jährige in den Lehrgang der Kaiserlichen Militärmedizinischen Akademie (WMA) eintragen, nicht um Arzt zu werden, sondern um sich für einen Lehrstuhl der Physiologie zu qualifizieren. Sein neuer Lehrer war Konstantin Nikolajewitsch Ustimowitsch, dessen Laboratorium eines der ersten in Russland war, das sich der experimentellen Physiologie widmete.  1876 war er Labor-Assistent Ustimowitschs  in der Physiologie-Abteilung des Veterinärinstituts der WMA in St. Petersburg. Ustimowitsch ermöglichte Pawlows Studienreise zu Rudolf Heidenhain nach Deutschland. Pawlows Arbeit hier befasste sich mit dem Nachweis des Akkomodationsmechanismus der Blutgefäße, veröffentlicht in deutscher Fassung in „Pflügers Archiv für die gesamte Physiologie“. 1878 lud ihn Sergei Petrowitsch Botkin in sein Physiologie-Laboratorium als Klinik-Chef ein. 1879 schloss er sein Studium ab an der WMA mit einer Goldmedaille, verbunden mit einem Stipendium. 1883 wurde er mit seiner Dissertation Die Zentrifugalnerven des Herzens zum Doktor der Naturwissenschaften promoviert.
Nach seiner Promotion studierte Pawlow von 1884 bis 1886 in Deutschland bei den Physiologen Carl Ludwig in Leipzig und Rudolf Heidenhain in Breslau. Als Schüler von Ludwig wandte er sich zunächst der Erforschung der Steuerung des Herzens durch das Nervensystem zu. 1886 kehrte er nach St. Petersburg zurück. Nach einer erfolglosen Bewerbung um den Lehrstuhl für Physiologie der Universität St. Petersburg wurden ihm Lehrstühle für Pharmakologie an der Universität Tomsk und der Universität Warschau angeboten, die er aber ablehnte. 1890 wurde er Professor für Pharmakologie an der WMA.
1891 folgte Pawlow der Einladung, im Kaiserlichen Institut für Experimentelle Medizin (IEM) in St. Petersburg das neue Laboratorium für Physiologie einzurichten und zu leiten. Unter seiner Leitung (bis 1936) wurde dieses Laboratorium eines der wichtigsten Zentren für physiologische Forschung. 1895 erhielt er den Lehrstuhl für Physiologie der WMA. Seit seiner Habilitation 1890 und auch schon in seiner Breslauer Zeit bei Heidenhain war sein Hauptforschungsgebiet der Verdauungstrakt, insbesondere die Verdauungsphysiologie, die damit zusammenhängende innere Sekretion und deren nervale Steuerung. Daneben erforschte er vor allem die reflektorischen Funktionen der Magen- und Speichelsekretion. Im Jahr 1903 erhielt er die Cothenius-Medaille der Leopoldina, 1908 wurde er in die National Academy of Sciences gewählt.
Nach der Oktoberrevolution musste Pawlow 1919–1920 ohne staatliche Finanzierung für sich und seine Mitarbeiter überleben. Ein Angebot aus Schweden, für ihn ein Institut in Stockholm einzurichten, lehnte er ab. Schließlich wurde er 1921 von Lenin gewürdigt, wodurch seine Zukunft gesichert war. 1923 und 1929 besuchte er die USA. Seit 1902 war er auswärtiges Mitglied der Königlich Dänischen Akademie der Wissenschaften. 1907 wurde er auswärtiges Mitglied der Royal Society sowie Ehrenmitglied (Honorary Fellow) der Royal Society of Edinburgh und 1911 korrespondierendes Mitglied der Académie des sciences sowie assoziiertes Mitglied der Académie royale des Sciences, des Lettres et des Beaux-Arts de Belgique. 1925 wurde Pawlow zum Mitglied der Leopoldina gewählt. Seit 1932 war er Mitglied der American Philosophical Society.
1925 wurde Pawlows Laboratorium das Institut für Physiologie der Akademie der Wissenschaften der UdSSR (AN-SSSR) mit Pawlow als Direktor (bis zu seinem Tode). 1926 wurde auf Pawlows Initiative außerhalb von Leningrad in Koltuschi bei Wsewoloschsk eine Biologische Station errichtet, aus der ein Forschungscampus mit erstklassigen Laboratorien für Physiologie wurde. Als eines der ersten Gebäude wurde dort 1933 das Laboratorium für Genetik errichtet (Architekt I. F. Bespalow). Vor diesem Laboratorium wurden Büsten von René Descartes, Gregor Mendel und Iwan Setschenow aufgestellt.
Pawlow blieb bei seiner kritischen Haltung gegenüber dem Sowjetsystem. Als 1924 Priestersöhne aus der WMA ausgeschlossen wurden, verließ er unter Protest den Lehrstuhl für Physiologie mit dem Hinweis, dass er selbst ein Priestersohn sei. 1927 schickte er einen Protestbrief an Stalin wegen der Behandlung der Intellektuellen. 1934 nach dem Kirow-Mord setzte er sich mit Briefen an Molotow für mehrere Bekannte ein. Er behielt seinen Beichtvater Sampson Sievers.
Pawlow wurde auf dem Leningrader Wolkowo-Friedhof begraben. Pawlows Nachfolger als Institutsleiter wurde 1936 Leon Orbeli.

## Als Namensgeber
Das Institut für Physiologie trägt heute Pawlows Namen, und seine Büste steht vor dem Laboratorium für Genetik in Koltuschi, wo 1950 auch noch die Büste von Charles Darwin aufgestellt wurde. Seit 1960 trägt der Pavlov Peak in der Antarktis seinen Namen, seit 1970 der Mondkrater Pavlov. In Magdeburg in Deutschland ist die Pawlow-Poliklinik nach ihm benannt. In Prag wurde 1952 der frühere Komensky-Platz nach Pawlow benannt, im Volksmund wird er in Anspielung auf Pawlows Versuche auch Slinták genannt (von tschechisch ,slintat‘, ,geifern‘). 1974 wurde dort der U-Bahnhof I. P. Pavlova eingeweiht.

## Leistungen auf dem Gebiet der Verhaltensforschung
Er war der Überzeugung, dass Verhalten auf Reflexen beruhen kann, und entdeckte das Prinzip der Klassischen Konditionierung. Dabei unterschied er zwischen unkonditionierten (auch natürlich genannten) und konditionierten Reflexen (die durch Lernen erworben werden).

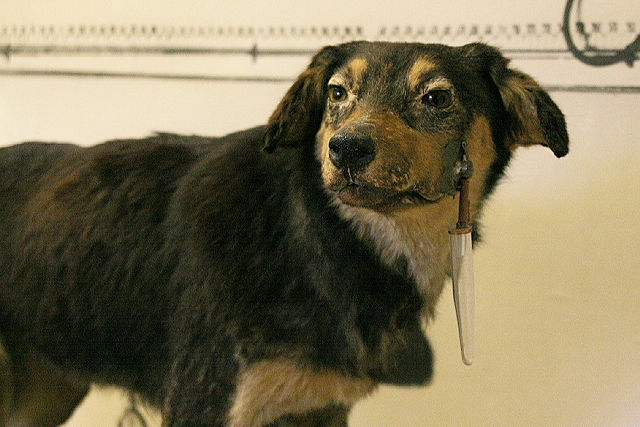
Einer von Pawlows Hunden

Am bekanntesten dürfte der so genannte Pawlowsche Hund sein: ein Forschungsprojekt, welches unmittelbar aus seinen mit dem Nobelpreis gewürdigten physiologischen Studien hervorging. Bei diesen Studien stellte Pawlow fest, dass die Speichelsekretion eines Hundes nicht erst mit dem Fressvorgang beginnt, sondern bereits beim Anblick der Nahrung. Er zeigte 1888 auch, dass die Sekretion der Bauchspeicheldrüse nicht nur vom Füllungszustand des Magens und des Zwölffingerdarms, sondern auch von Nervenimpulsen und bedingten Reflexen abhängig ist. Auch ein anderer Reiz, zum Beispiel ein Klingelton, kann die Sekretion von Speichel und anderen Verdauungssäften auslösen, wenn er regelmäßig der Fütterung vorausgeht. Pawlow erklärte das Geschehen durch das mehrmalige Zusammentreffen des Reizes mit der anschließenden Futtergabe. Irgendwann reicht dann bereits der vormals neutrale Reiz aus, um die Speichelsekretion auszulösen. Pawlow bezeichnete dies Objektlernen als konditionierten Reflex.
Pawlows Leistung bestand nicht nur darin, den „bedingten Reflex“ gefunden und genau beschrieben zu haben, sondern auch darin, dass er die Gesetzmäßigkeiten von Hemmungs- und Erregungsprozessen im Nervensystem und ihre Rolle bei der Analyse der äußeren Umgebung, aber auch der inneren Organe, erforschte. Er zeigte, welche vielfältigen Möglichkeiten das zentrale Nervensystem bei der Herstellung eines Gleichgewichts von äußerem Milieu und Organismus besitzt. Aber er fand auch heraus, wo die Grenzen dafür liegen. Er entdeckte, wie Störungen im Nervensystem entstehen und konnte so bei Hunden experimentell Neurosen erzeugen und wieder heilen. Daraus zog er Schlüsse zur Erklärung des Mechanismus einer Reihe psychischer Erkrankungen und ihrer Heilung.
Zu seinen Schülern gehörte beispielsweise der Physiologe und Pazifist Georg Friedrich Nicolai, welcher verhaltensphysiologische Argumente Pawlows in seinen den Krieg verurteilenden Werken heranzog. Ein weiterer Schüler war Boris Babkin, der auch seine Biographie schrieb.